# The Wild Samoans
The Wild Samoans fue el equipo de lucha libre profesional de Afa Anoa'i y Sika Anoa'i en Mid-South Wrestling, National Wrestling Alliance (NWA) y World Wrestling Federation (WWF). Los Samoanos lograron 21 campeonatos en parejas alrededor del mundo.

## Gimmick
En las entrevistas el dúo rara vez hablaba solo gruñían en un dialecto primitivo que solo su mánager Capt. Lou Albano podía entender. Para completar su imagen de hombre salvaje el dúo acostumbraba a comer pescado crudo durante las entrevistas.

## Historia
El equipo empezó su carrera en Stampede Wrestling, donde ganaron el Stampede International Tag Team Championship en dos ocasiones. Ellos pasaron la mayor parte de la década de los 70 en varios territorios de National Wrestling Alliance (NWA).

### World Wrestling Federation
A principio de los 80 los Wild Samoans se integraron a World Wide Wrestling Federation (WWWF). Hicieron su debut en el Madison Square Garden el 21 de enero de 1980 en una WWF Tag Team Championship match contra Tito Santana y Ivan Putski, que retenieron su título. En los siguientes meses ambos hombres se volvieron candidatos al WWF Championship, de Bob Backlund' pero ninguno logró ganar el título. Ellos ganaron su primer campeonato en WWF, el tag team championship cuando derrotaron a Santana y Putski el 12 de abril de 1980. Ellos fueron campeones por aproximadamente cinco meses hasta que perdieron ante Backlund y Pedro Morales en una two out of three falls match en Showdown at Shea. Cuando Backlund se convirtió en el WWF Champion, el equipo tuvo que abandonar el título, y se organizó un torneo para coronar a los nuevos campeones. El 8 de septiembre de 1980, los Wild Samoans derrotaron a Tony Garea y Rene Goulet en la final para ganar los títulos. Siendo campeones por un mes hasta que perdieron ante Garea y su nuevo compañero Rick Martel. The Wild Samoans tuvieron un feudo con los campeones por el resto del año, pero no pudieron recuperar los títulos.

### Mid-South y Mid-Atlantic
En 1981, the Wild Samoans se integraron a Mid-South Wrestling. Con, "Big Cat" Ernie Ladd como su asesor financiero ellos ganaron el Mid-South Tag Team Championship y tuvieron un feudo con Junkyard Dog y Dick Murdoch. y luego con su antiguo asesor. En respuesta Ladd formó un equipo con "Iron" Mike Sharpe, con el cual obligó a los Wild Samoans a abandonar Mid-South. Después de abandonar Mid-South, el duó apareció en Mid-Atlantic Championship Wrestling. Donde derrotaron a los Fabulous Freebirds ganando el NWA National Tag Team Championship, el cual dejaron vacante.

### World Wrestling Federation
Los Wild Samoans volvieron a la World Wrestling Federation con su antiguo mánager Capt. Lou Albano. Afa y Sika began ganaron su tercer WWF Tag Team Championship el 8 de marzo de 1983 cuando derrotaron a Chief Jay y Jules Strongbow. Retuvieron sus títulos en la revancha el 19 de marzo. Luego tuvieron un feudo con Rocky Johnson, Jimmy Snuka, y André the Giant, el dúo integró a Samula Anoa'i a su equipo. Posteriormente el 15 de noviembre perdieron sus títulos contra Rocky Johnson y Tony Atlas. Durante la pelea, Albano trato de ayudar a los Samoanos intentado golpear a Johnson con una silla pero accidentalmente golpeo a Sika y Atlas lo cubrió para obtener la victoria. El dúo dejó WWF en 1984.

## Carreras individuales
Ambos hombres tuvieron exitosas carreras tanto como luchadores como mánager.
Durante los 90 Afa Anoa'i abrió the Wild Samoans Training Center, y entre los graduados de la escuela están Paul Orndorff, Junkyard Dog, Sherri Martel, Michael P.S. Hayes, Yokozuna, Bam Bam Bigelow, y Batista.
En 2007, en la víspera de WrestleMania 23, los Wild Samoans fueron exaltados al WWE Hall of Fame por sus hijos Samula y Matt Anoa'i.

## En lucha
- Movimientos personales y de firma
  - Samoan Drop[1][6]
  - Double headbutt[1]
- Mánager
  - Capt. Lou Albano[6]
  - "Big Cat" Ernie Ladd[1]
  - Eddie Creatchman

## Campeonatos y logros
- World Wrestling Council

- WWC World Tag Team Championship (1 Vez)

- Continental Wrestling Association

- AWA Southern Tag Team Championship (1 vez)

- Gulf Coast Championship Wrestling

- NWA Gulf Coast Tag Team Championship (2 veces)

- Georgia Championship Wrestling

- NWA National Tag Team Championship (1 vez)

- International Wrestling Alliance

- IWA Tag Team Championship (1 vez)

- Mid-South Wrestling

- Mid-South Tag Team Championship (3 veces)

- NWA All-Star Wrestling

- NWA Canadian Tag Team Championship (Vancouver version) (1 vez)

- NWA Detroit

- NWA World Tag Team Championship (Detroit version) (2 veces)

- Pro Wrestling Illustrated

- PWI ranqueados # 93 de los 100 mejores equipos durante "PWI Years" en 2003.

- Southeastern Championship Wrestling

- NWA Southern Tag Team Championship (Southern Division) (2 veces)

- Stampede Wrestling

- Stampede International Tag Team Championship (2 times)

- World Wrestling Entertainment / World Wrestling Federation

- WWE Hall of Fame (Class of 2007)
- WWF World Tag Team Championship (3 veces)